# GSC3619-3438
GSC3619-3438 — хімічно пекулярна зоря спектрального класу A5, що має видиму зоряну величину в смузі V приблизно  9,9.